# W. Bruce Cameron
William Bruce Cameron (Petoskey, 2 de fevereiro de 1960) é um escritor, colunista e humorista. A obra de Cameron já foi traduzida para mais de 60 idiomas no mundo todo. 
Cameron nasceu em Petoskey no estado do Michigan, Estados Unidos. Ele é mais famoso por seu romance A Dog's Purpose (no Brasil intitulado Quatro Vidas de um Cachorro), que passou 19 semanas na lista de bestsellers do New York Times. O livro é a base para a versão cinematográfica estrelada por Dennis Quaid, Britt Robertson, Peggy Lipton, K.J. Apa, Juliet Rylance, Luke Kirby, John Ortiz e Pooch Hall, e lançado nos cinemas em 27 de janeiro de 2017. O sucesso Quatro Vidas de um Cachorro é seguido por uma sequência chamada no Brasil como “Juntos Para Sempre”, ambos publicados pela Harper Collins. Cameron, junto com Cathryn Michon, adaptou a continuação em um filme de mesmo nome lançado em maio de 2019.
Cameron é autor de outras obras literárias, como a série Rudy McCann, a coleção de quatro livros da qual faz parte A Dog’s Way Home (no Brasil publicado como “A Caminho de Casa” pela HarperCollins), que também foi adaptado para o cinema, a coleção de livros para jovens leitores, intitulada “A Dog’s Purpose Puppy Tales”, e outros quatro livros de não-ficção.
Cameron tem três filhos sobre os quais ele escreve frequentemente em suas colunas.